# Daniel Conversano
Pour la commune, voir Conversano.
Daniel Conversano, né le 25 mars 1986 à Grenoble (Isère), est un militant suprémaciste blanc et néonazi français. Il est le fondateur du groupe d'extrême droite Suavelos, devenu Les Braves et une personnalité de la « dissidence ».

## Biographie
Né Daniel Didier, d'une mère française et d'un père italien, ses parents sont tous deux lepénistes. Daniel Conversano naît en 1986 à Grenoble, où il grandit. Entre 2005 et 2010, il poursuit des études de philosophie à l'université Pierre-Mendès-France (Grenoble-II),,.
Il fait ses débuts au sein de la « fachosphère » en 2009 en publiant des vidéos sur Dailymotion. Il se lance ensuite sur YouTube en 2013, où il interprète un personnage qu'il appelle le Dictateur et qu'il utilise pour faire des sketchs politiques.
À partir de 2009, il travaille comme technicien audiovisuel pour Dieudonné au théâtre de la Main d'Or ; il y rencontre des militants d'extrême droite dont Alain Soral. Il réalise l'un des films de Dieudonné et participe à la réalisation d'un autre. Il finit par s'éloigner de l'humoriste en 2012,,.
En 2012, il appelle à voter pour Marine Le Pen à l'élection présidentielle française. Il lui réitère son soutien lors de l'élection présidentielle de 2017. Il milite pour le Front national en 2014 puis lors des élections régionales de 2015,.
En 2014, il est invité dans l'émission de l'animateur Tepa, ce qui lui sert de tremplin au sein de la fachosphère. En 2015, il diversifie ses formats de vidéos sur YouTube avec par exemple le format Danny Hebdo.
En décembre 2016, lors d'un débat organisé par Dieudonné opposant Conversano à Soral, ce dernier lui reproche de ne pas respecter « les musulmans patriotes » et lui porte des coups. Conversano finit le visage en sang, la séquence fait le tour de la fachosphère et donne lieu à des détournements,,. La même année, il ouvre une nouvelle chaîne YouTube intitulée Vive L'Europe. Il y diffuse des entretiens avec des personnalités de l'extrême droite française telles que Serge Ayoub, ancien skinhead, Jérôme Bourbon, directeur de Rivarol, l'écrivain Renaud Camus, promoteur de la théorie du complot appelée « grand remplacement », et l'homme politique Jean-Marie Le Pen. Il milite pour le Parti de la France cette même année.
Fin 2016, il fonde Suavelos (« bonjour », « bienvenue » en gaulois), une structure visant à la communautarisation des Blancs,,. En 2020, le groupe compte jusqu'à six cents membres actifs. Le réseau s'appuie sur une revue de presse, Suavelos.eu, et organise en 2017 un camp d'été réservé aux seuls Blancs,,. Facebook finit par bannir Suavelos et Conversano en septembre 2019,. En 2019, Suavelos est rebaptisé Les Braves.
En octobre 2018, désireux de poursuivre son projet communautariste en Europe de l'Est, Conversano s'installe en Roumanie et encourage par la suite ses sympathisants à le rejoindre. Il explique qu'« à Bucarest, je suis loin du cauchemar multiracial, du désespoir postmoderne français, de la frustration sexuelle, de l'insécurité au quotidien. Pas un Noir, pas un Arabe. J'ai eu l'impression de me retrouver ».
Daniel Conversano possède deux maisons d'édition : les éditions Petit Jean et Alba Leone. Il édite le dernier ouvrage de Guillaume Faye, Guerre civile raciale,, du vivant de l'auteur. En 2020, il publie le roman posthume de Guillaume Faye Nederland. Conversano a aussi envisagé de publier un livre-entretien avec Robert Faurisson, célèbre militant négationniste, mais le projet a été interrompu à cause du décès de ce dernier.
En novembre 2021, les deux chaînes YouTube de Daniel Conversano cumulent un total de plus de 30 000 abonnés, seize mille personnes suivent son compte Twitter et près de dix mille sa chaîne Telegram. En parallèle à ses activités politiques, Conversano vend des vidéos payantes, des cours de russe et d'histoire, ainsi que des livres.
Lors de l'élection présidentielle de 2022, son réseau « Les Braves » apporte son soutien à la campagne d'Éric Zemmour,. Suivant la défaite d'Éric Zemmour, il appelle à voter Marine Le Pen au second tour.
La même année, Conversano participe à une émission où est intervenu Mark Collett, du groupe britannique nationaliste blanc Patriotic Alternative, Simon Lindberg du Mouvement de résistance nordique néonazi et un certain Tarek du Parti social nationaliste syrien, un parti nationaliste syrien pro-Assad, parlant de la situation en Syrie, où les intervenants sortent des propos antisionistes et antisémites, Conversano étant le seul à prendre des pincettes. Lors d'une interview avec Slate, Conversano déclare qu'il n'aurait pas du faire cette émission.

## Orientation politique
Selon Streetpress, Daniel Conversano est une figure de la « fachosphère », mouvance de l'extrême droite française active sur le web, et un raciste assumé, militant du suprémacisme blanc et du néonazisme. Il assume comme influences Dominique Venner et Guillaume Faye.
D'après les journalistes Valentin Pacaud et Delphine-Marion Boulle, il se démarque d'autres figures de l'extrême droite en refusant d'adopter une posture machiste, bien qu'il s'oppose également au féminisme. Ainsi les femmes sont « au cœur de son idéologie, de sa stratégie : se reproduire entre Blancs ». Daniel Conversano promeut aussi régulièrement auprès de son public l'expatriation en Europe de l'Est afin d'y « reconstruire un Occident blanc fantasmé » et d'y bâtir une famille blanche.
Selon Politis, le communautarisme qu'il promeut s'organise entre autres grâce « à un retour à la terre dans une forme d'écologie territoriale et essentialiste ».
Conversano a critiqué le soutien de nombreux militants nationalistes aux Palestiniens durant la guerre opposant Israël au Hamas, accusant les partisans antisionistes d'avoir « une aigreur antisystème qui la pousse vers des raisonnements criminels ».

## Ouvrages
- Daniel Conversano (préf. Piero San Giorgio), Désolé Jean-Pierre, éditions Petit Jean, 19 mars 2018, 256 p. (ISBN 978-2-8399-2314-9, présentation en ligne).
- Daniel Conversano (préf. Thomas Ferrier, postface Romain d'Aspremont, ill. Marco Fratellini), Z0Z7 : Comment faire gagner Zemmour en 2027 ?, éditions Alba Leone, 10 mars 2023, 240 p. (ISBN 978-2-9701493-3-0, présentation en ligne).